# روبرتو لانج
روبرتو لانج (بالإنجليزية: Roberto Lange)‏ هو قاضي ومحامي أمريكي، ولد في 22 أبريل 1963 في بنبلونة في إسبانيا.